# Пречистинка
Пречи́стинка (рос. Пречистинка) — село у складі Оренбурзького району Оренбурзької області, Росія.

## Населення
Населення — 611 осіб (2010; 566 у 2002).
Національний склад (станом на 2002 рік):
- росіяни — 86 %